# Dance Hall Crashers
Dance Hall Crashers (часто сокращается как DHC) — ска-панк-группа из города Беркли (Калифорния). Основана в 1988 г.

## История
Изначально в состав группы входили бывшие участники ска-панк-проекта Operation Ivy, за исключением вокалиста и барабанщика. Когда основатели группы Мэтт Фриман и Тим Армстронг захотели, чтобы группа больше соответствовала стилю ска, они пригласили в коллектив профессионального барабанщика и большого ценителя ска Эрика Ларсена.
Дизайн логотипа Dance Hall Crashers разработал Джейкоб «Куба» Шварц, старший брат Карины Denike Шварц, которая впоследствии присоединилась к группе в качестве вокалистки.
Поначалу DHC экспериментировали с различными стилями, пока не пришли в итоге к ска-панку. Несмотря на это, в их звучании определённо чувствуется мощная энергетика чистого панк-рока.
Практически сразу после дебюта Мэтт и Тим увлеклись другими проектами, главным образом своей новой группой Downfall, и покинули коллектив.
Некоторое время Dance Hall Crashers находились в поисках подходящего состава. Окончательный вариант выглядел следующим образом: Карина Denike Шварц — основной вокал, Элиза Роджерс — бэк-вокал, Джейсон Хэммонд — гитара, Джоэл Уинг — бас-гитара и Эрик Ларсен — барабаны.
После череды обычных для молодой группы взлетов и падений DHC наконец добились успеха. В 1990 г. они приняли участие в известном ска-фестивале в Беркли наряду с легендарной британской группой Bad Manners.
Вскоре после этого Dance Hall Crashers распались. Однако, ощущая мощную поддержку фанатов, в 1992 г. они всё-таки собрались и отыграли концерт. Поклонники восприняли это с таким энтузиазмом, что группа тут же приняла решение об окончательном воссоединении в следующем составе: Роджерс и Denike — вокалистки, Хэммонд — гитарист, его брат Gavin — барабанщик, Скотт Goodell — гитарист и Mikey Weiss — басист.
Dance Hall Crashers стали первой группой, которую лейбл MCA Records подписал на своё новое отделение «510». В 1995 г. они выпустили на нём дебютный альбом Lockjaw. В 1996 г. был издан сборник ранних синглов группы под названием The Old Records. Год спустя коллектив напомнил о себе, записав второй студийный альбом Honey, I’m Homely. После этого поток релизов не иссякал: в 1998 г. был выпущен сингл Blue Plate Special EP, в 1999 г. — студийный альбом Purr и, наконец, в 2000-х гг. — сборник The Live Record: Witless Banter & 25 Mildly Antagonistic Songs About Love.
В ноябре 2004 г. Dance Hall Crashers дали концерт в Hollywood House of Blues. Запись концерта была выпущена лейблом Kung Fu Records в сентябре 2005 г. как часть популярного DVD-цикла The Show Must Go Off!
На текущий момент (январь 2008 г.) все участники проекта заняты своими делами - деятельность группы приостановлена.

## Дискография
- Say Cheese (1989), Self-Released Demo (Cassette Only)
- Dance Hall Crashers (1990), Moon Ska Records
- 1989-1992 (1993), Moon Ska Records (includes most of contents of first two releases, and some single/compilation material)
- Lockjaw (1995), MCA
- The Old Record (1996), Honest Don's Records (reprint of 1989-1992)
- Honey I’m Homely (1997), MCA
- Blue Plate Special EP (1998), MCA
- Purr (1999), Pink and Black
- The Live Record: Witless Banter & 25 Mildly Antagonistic Songs About Love (2000), Pink and Black
- Live at the House of Blues (2005), (The Show Must Go Off! live DVD)

## Состав

### Текущий
- Elyse Rogers — vocals
- Karina Denike — vocals
- Jason Hammon — guitar
- Mikey Weiss — bass
- Gavin Hammon — drums

### Предыдущий
- Scott Goodell — guitar
- Ingrid Jonsson — vocals
- Tim Armstrong — vocals
- Matt Freeman — vocals, bass
- Joel Wing — bass
- Leland McNeely — vocals
- Erik Larsen — drums
- Joey Schaaf — keyboard
- Billy Bouchard — guitar